# Монтелап'яно
Монтелап'яно (італ. Montelapiano) — муніципалітет в Італії, у регіоні Абруццо, провінція К'єті.
Монтелап'яно розташований на відстані близько 155 км на схід від Рима, 95 км на південний схід від Л'Аквіли, 50 км на південь від К'єті.
Населення — 84 особи (2014).
Щорічний фестиваль відбувається 18 серпня. 

## Демографія
Населення за роками:

Станом на 1 січня 2023 року в муніципалітеті офіційно проживали 2 іноземці (громадяни Румунії).

## Сусідні муніципалітети
- Чивіталупарелла
- Фалло
- Монтебелло-суль-Сангро
- Вілла-Санта-Марія